# Fablernas värld
Fablernas värld (nederländska: De Fabeltjeskrant) är en animerad nederländsk TV-serie för barn, producerad 1968–1989 med totalt 1 640 avsnitt. Serien har stop motion-animerade inledningar och avslutningar men är i övrigt gjord med handdockor. Den svenska översättningen och regin gjordes av Olle Adolphson.
Fablernas värld utkom även som serietidning – i Sverige utgiven av Semic press, med 11 nummer under 1970.
2005 utsågs Fablernas värld till tidernas bästa barnprogram i TV i sitt hemland Nederländerna.
2020 kom en ny datoranimerad serie på Netflix.

## Handling
Avsnitten innehåller vanligen en sedelärande historia. Episoderna inleds av att rollfiguren Ugglan läser nyheter ur tidningen Fablernas värld och med några kloka råd samt orden ”Simma lugnt” avslutar Ugglan också programmet.
Ursprungligen byggde berättelserna på Aisopos' och Jean de La Fontaines klassiska fabler, men så småningom kom handlingen i Fablernas värld att gå sin egen väg.

## Rollfigurer
- Jakob Uggla (orig. Jakob de Uil) – Högst troligt den visaste, klokaste och helt igenom intelligentaste invånaren i skogen med alla djuren. Han både inleder och avslutar varje saga, och har däremellan rollen som berättare (men medverkar sällan i sagorna). Jakob Uggla är välkänd för sin favoritfras : ”Simma lugnt” (detta var speciellt för den svenska översättningen, på nederländska sade han bara "slaap lekker", det vill säga "sov gott").
- Pentti Varg (orig. Bor de Wolf) – Den elaka vargen, som egentligen inte är så elak. När han hittar på någon dumhet eller hyss faller han oftast på eget grepp, och en form av sensmoral speglas oftast i hans nederlag. Efter att ha blivit väl omhändertagen på Charles Murmeldjurs födelsedagsfest bättrade han sig markant, men har fortfarande lätt för att tappa humöret. Han är en hejare på att spela munspel och har tagit sig artistnamnet "Pentti Varg, spelemannen från skogarna". När han blir sur drar han sig tillbaka till den ogästvänliga "Läskiga skogen".
- Tango Räv (orig. Lowieke de Vos) – När ett problem uppstår i skogen med alla djuren så kan man alltid räkna med att den ständigt utsvultne, smilande räven Tango ställer upp för att försöka lösa problemet – det vill säga om han får ”nåt smaskens” i utbyte, som han uttrycker det. Ofta följer att Tango gör någon felberäkning – eftersom tänkandet sker på fastande mage! – och ett nytt problem eller en olycka tar fart i det gamla problemets spår.
- Charles Murmeldjur (orig. Jodokus de Marmot) – Charles är det vänligaste, trevligaste, och mest förstående av alla djur i skogen. Bland Charles prestationer går att nämna att han tämjde och blev vän med Pentti Varg, och senare lärde denne att spela munspel.
- Ambjörn Björn (orig. Droes de Beer) – Stor och stark med ett stort hjärta som bankar i hans stora bröstkorg. Trots detta är han ingen nallebjörn: han har tappat humöret mer än en gång, men är tämligen lätt att lugna ner igen. Bor tillsammans med Charles Murmeldjur.
- Janne Korp (orig. Crox de Raaf) – Skogens olyckskorp. Han har ofta förutfattade meningar samtidigt som han tar saker bokstavligt. Dessutom sprider han gärna rykten eller idéer innan han tagit reda på hur det egentligen ligger till. Dessa brister brukar han dock få äta upp i slutet av varje saga där han figurerar. Han kryddar sitt språk med ironi, sarkasm och allmänt dåligt valda ord.
- Fröken Stork (orig. Juffrouw Ooievaar) – Fröken Stork är både egocentrisk, högfärdig och fåfäng, hon saknar helt självkritik och ser ofta ner på sina meddjur. Trots detta är hon respekterad av de andra djuren. Ofta ser de upp till henne, eftersom hon – trots sin mycket egocentriska natur – är en rationell fågel med utmärkta ledaregenskaper. Har en syster som bor i en annan skog.
- Drulle Sköldpadda (orig. Stoffel de Schildpad) – En gammal, saktmodig, pessimistisk sköldpadda med kroniska smärtor i ryggskölden. Han har ett ångfordon som bröderna Bäver byggt åt honom, och anländer därför numera i tid till alla händelser. Detta dels för att han fortfarande startar tidigt, och dels för att ångfordonet är det snabbaste objektet i hela skogen – något som Moss Hare retar sig på.
- Moss Hare (orig. Zoef de Haas) – En mycket pigg och positiv krabat, innehavare av de snabbaste fötterna i skogen. Haren Moss är mycket stolt över sin snabbhet, och tog inte lite illa vid sig när bröderna Bäver byggde ett ångfordon till Drulle Sköldpadda, vilken Moss brukade reta för hans sölighet. Moss bättrade sig avsevärt efter några incidenter då han försökte pilla sönder ångfordonet, och som straff – men han misstog det för en present – ålades att bygga upp nöjesparken.
- Bröderna Sten och Sture Bäver (orig. Ed en Willem Bever) har tillsammans byggt många saker i skogen med alla djuren, bland annat Drulles ångfordon, en brandspruta, och fröken Storks nya hus. Sten är den gladlynte, avslappnade brodern, medan Sture är den buttre, som snarast är en arbetsnarkoman.
- Landskrona 4 (orig. Meindert het Paard) – En före detta kapplöpningshäst som numera, med glatt humör och huvudet högt, vandrar i skogarna.
- Myran (orig. Juffrouw Mier) – Den överlägset flitigaste, prydligaste och renligaste invånaren i skogen. Hon är mycket hjälpsam, god vän med Fröken Stork, och hon älskar att piska mattor. Detta faktum bör dock inte överdrivas, vilket Janne Korp gjorde.
- Postmästare Duva (orig. Gerrit de Postduif) – Skogens pålitlige postutdelare av diverse meddelanden, brev och paket.
- Örten Mullvad (orig. Momfer de Mol) – Skogens trädgårdsmästare Örten är mycket tystlåten av sig. Dessutom har han, som många andra mullvadar, ganska dålig syn.
- Gustav Lejon (orig. Arthur de Leeuw).
- Systrarna Lovisa och Ulrika Hamster (orig. Martha & Myra Hamster) är ett par gammelfröknar som - utan resultat - försöker snärja bröderna Bäver, bl.a. genom matlagning.
- Grundström (orig. Blinkert de Bliek) i dammen. Lakeliknande fisk som uppskattar mat som han kallar glöp-fräs (och som ingen annan gillar).
- Greta Öring (orig. Frija Forel). Fiskhona som Grundström fick till sällskap när de andra djuren tyckte synd om den ensamme fisken.

## Svenska röster
- Lars Edström[2] – Jakob Uggla, Tango Räv, Drulle Sköldpadda, Moss Hare, Landskrona 4
- Bert-Åke Varg[3][2] – Pentti Varg, Bröderna Bäver, Janne Korp, Grodan Bert[4], Ambjörn Björn
- Yvonne Lombard[2] – fröken Stork, Charles Murmeldjur, Myran, systrarna Hamster
- Jan-Olof Strandberg[5]
- Rolf Bengtsson[5]
- Översättare – Olle Adolphson
- Producent – Kari Thomée[2]

## Källhänvisningar
1. ↑  ”Roliga historier och kluriga figurer”. Aftonbladet. 10 juni 2020. Arkiverad från originalet den 5 mars 2021. https://web.archive.org/web/20210305144720/https://www.aftonbladet.se/nojesbladet/a/rAoPpA/roliga-historier-och-kluriga-figurer. Läst 10 juni 2020.
2. 1 2 3 4  ”Fablernas värld - Svenska röster och credits”. Dubbningshemsidan. https://www.dubbningshemsidan.se/credits/fablernasvarld/. Läst 28 september 2023.
3. ↑   Bert-Åke Varg i Nationalencyklopedins nätupplaga. Läst 25 oktober 2014.
4. ↑  ”Intervju med Bert Åke Varg! Vem får kalla sig skådespelare?”. artisterna.se. 29 december 2014. Arkiverad från originalet den 5 oktober 2015. https://web.archive.org/web/20151005164748/http://www.artisterna.se/intervju-av-sven-olov-persson/intervju-med-bert-ake-varg-vem-far-kalla-sig-skadespelare/.
5. 1 2  Svenska Dagbladet 1970-12-13., biorecension av Elisabeth Sörenson.  [inloggning kan krävas]